# Rajapur
Rajapur é uma cidade  no distrito de Ratnagiri, no estado indiano de Maharashtra.

## Geografia
Rajapur está localizada a 16° 40′ N, 73° 31′ L. Tem uma altitude média de 72 metros (236 pés).

## Demografia
Segundo o censo de 2001, Rajapur tinha uma população de 10,499 habitantes. Os indivíduos do sexo masculino constituem 50% da população e os do sexo feminino 50%. Rajapur tem uma taxa de literacia de 78%, superior à média nacional de 59.5%: a literacia no sexo masculino é de 82% e no sexo feminino é de 74%. Em Rajapur, 12% da população está abaixo dos 6 anos de idade.